# Kácsfalu
Kácsfalu (horvátul: Jagodnjak, szerbül: Јагодњак, németül: Katschfeld) falu és község Horvátországban, Eszék-Baranya megyében, a Drávaközben.

## Fekvése
Eszéktől légvonalban 17, közúton 24 km-re északnyugatra, Baranyában, a Drávaszög nyugati részén fekszik. Településrészei (melyek többsége mára már megszűnt) Bajmok, Bikaš, Brešće, Brod, Brod-Pusta(ra), Čemin, Deonice, Grablje, Karaš, Mali Jagodnjak, Milina, Pjeskovi, Projina Međa, Rit, Staro Selo, Šakarine, Trbićeva Ada és Zornice.

## A község települései
Zárójelben a horvát név szerepel.
- Kácsfalu (Jagodnjak)
- Bolmány (Bolman)
- Majspuszta (Majške Međe)
- Újbolmány (Novi Bolman)

## Története
A „Rit i Ciglana” régészeti lelőhely leleteinek tanúsága szerint Kácsfalu területe már az őskorban lakott volt. Itt már a szántóföld felszínén található kerámiatöredékek jelezték a korai és középső bronzkorban létezett település helyét. Az itt talált jellegzetes mészbetétes kerámiák ennek a kultúrának a Dél-Dunántúlról egészen Dél-Baranyáig történt kiterjedéséről árulkodnak. A bronzkori lelőhely az ókori és középkori „Ciglana i Čemin-Ciganska pošta” lelőhely közvetlen közelében található, jelezve az itt lakó népesség folytonosságát.
Kácsfalu első írásos említése 1323-ban történt „Kachfolua”, illetve „Terra Kaach” alakban. 1347-ben „Kachfalua”, 1398-ban, 1409-ben, 1418-ban és 1422-ben „Kachfalwa”, 1489-ben „Kaczfalwa” formában említik a korabeli források. Csemény mezővároshoz tartozott, így a Cseményi család birtoka volt. Neve személynévi eredetű, talán az ősi Gács névhez van köze. A középkori település 1526-ban a török hadjárat során valószínűleg elpusztult, de újratelepült. 1591-ben a török adókönyvben Kácsfalva néven színtiszta magyar lakossággal, 25 adózóval szerepel a szekcsői-mohácsi szandzsák részeként.
A térség 1687-ben a nagyharsányi csata után szabadult fel a török uralom alól, de a harcok során elnéptelenedett. A betelepülő szerbek első hulláma 1690 körül érkezett ide, amikor az osztrák-török háború során a szerbek lakta területekre visszatérő törökök kegyetlen pusztítása elől a szerbek a visszavonuló szövetségesekhez csatlakozva, családostól tömegesen menekültek északnyugati irányba. Ez a folyamat a 18. század elején is folytatódott. A felszabadulás után első birtokosa a Veterani család volt, majd az Esterházy család vásárolta meg a birtokot. Az 1730-as években a szerbek mellé katolikus németeket telepítettek. 1787-ben 34 katolikus és 1244 pravoszláv vallású lakos élt a településen. 1823-ban Esterházy Nepomuk János gróf Tolna megyéből az oda betelepült hesseni és württembergi evangélikus német munkásokat kért, akiket Magyarbólyba, Kácsfaluba, Ivándárdára és Bolmányba telepített le. A 19. század fordulója felé még jelentős számban lakták németek is. A német lakosság egészen 1944-ig élt a településen. 1851-ben Fényes Elek így írt a faluról:
„Szerb-magyar-német falu, Baranya vármegyében, út. p. Laskafaluhoz 1/2, Eszékhez 2 mérföld: 1300 n. e. óhitű, 300 magyar és német evangélikus, 200 katholikus, 15 zsidó lakosa van. Van itt óhitű anya-, evangélikus fiók-imaház és iskola, gazdag, lapályos határ. A dárdai uradalomhoz tartozik.”
A trianoni békeszerződés előtt Baranya vármegye Baranyavári járásához tartozott.
A település az első világháború után az új szerb-horvát-szlovén állam, majd később (1929-ben) Jugoszlávia része lett. 1922-ben a délszláv állam hatósága hivatalos nevét Kácsfaluról Jagodnjakra változtatta. Horvát és szerb neve az „eper” jelentésű szláv jagoda szóból származik. 1941 és 1944 között ismét Magyarországhoz tartozott, majd a háború után ismét Jugoszlávia része lett. A második világháború végén a német lakosság nagy része elmenekült a partizánok elől. Az itt maradtakat a kommunista hatóságok kollektív háborús bűnösökké nyilvánították, minden vagyonuktól megfosztották és munkatáborba zárták. Az életben maradtakat később Németországba és Ausztriába telepítették ki. 1946-ban az ország más részeiről szállítottak ide elszegényedett szerb és horvát családokat, akik megkapták az elűzött németek házait. A szerbek főként Kostajnica, Petrinja, Glina és Dvor na Uni vidékéről, a horvátok a Muraközből, a Zagorjéből és Boszniából érkeztek. Az 1991-es népszámlálás adatai szerint 1951 főnyi lakosságának 74%-a szerb, 15%-a horvát, 5%-a jugoszláv, 3%-a magyar nemzetiségű volt. 1991 augusztusában a jugoszláv hadsereg által támogatott szerb szabadcsapatok elűzték a falu nem szerb lakosságát, akik Eszékre, vagy Magyarország felé menekültek. A horvátok és magyarok házaiba szerbek költöztek. A menekültek csak 1998-ban térhettek vissza. A településnek 2011-ben 1299 lakosa volt, akik többségben mezőgazdasággal foglalkoztak.

## Népessége
| Lakosság változása | Lakosság változása | Lakosság változása | Lakosság változása | Lakosság változása | Lakosság változása | Lakosság változása | Lakosság változása | Lakosság változása | Lakosság változása | Lakosság változása | Lakosság változása | Lakosság változása | Lakosság változása | Lakosság változása | Lakosság változása |
| ------------------ | ------------------ | ------------------ | ------------------ | ------------------ | ------------------ | ------------------ | ------------------ | ------------------ | ------------------ | ------------------ | ------------------ | ------------------ | ------------------ | ------------------ | ------------------ |
| 1857               | 1869               | 1880               | 1890               | 1900               | 1910               | 1921               | 1931               | 1948               | 1953               | 1961               | 1971               | 1981               | 1991               | 2001               | 2011               |
| 2.167              | 2.212              | 2.064              | 2.282              | 2.280              | 2.495              | 2.381              | 2.624              | 2.706              | 2.678              | 2.967              | 2.348              | 2.259              | 1.951              | 1.469              | 1.299              |

A településnek 1910-ben 2495 lakosa volt. Ebből 196 fő magyar, 1155 fő német, 1127 fő szerb, 6 fő horvát és 5 fő egyéb nemzetiségű volt. A lakosok közül 840 fő tudott magyarul.
A 2001-es népszámlálás szerint Kácsfalu községet 2537 ember lakta a következő etnikai összetételben:
- Szerbek (64,72%)
- Horvátok (26,65%)
- Magyarok (2,88%)
- Cigányok (1,18%)

## Gazdaság
A településen hagyományosan a mezőgazdaság és az állattartás mellett a takarmány-előállítás, az építőipar és a kereskedelem képezi a megélhetés alapját. A nagyobb cégek közül itt működik az Agronom cég silóival és takarmánykeverőivel, a Kale építőipari cég és két nagy és modern mezőgazdasági telep az Agrokor Brod Pustarán, valamint a Fermopromet Szeglakon. A község területének egy részét a Belje cég műveli. Kácsfalu község a megye egyik legnagyobb tejtermelője. A családi gazdaságok erősítése céljából a közelmúltban mintegy 1100 hektár állami tulajdonú földet privatizáltak. A kis- és közepes méretű mezőgazdasági termelők egyre inkább túlsúlyban vannak, de sokan csődbe mennek, mert alacsony a jövedelmük. Ez magas munkanélküliséghez és kivándorláshoz vezet. Ezt próbálják gátolni újabb sikeres kis- és középvállalkozások támogatásával.

## Nevezetességei
- Szent Miklós tiszteletére szentelt pravoszláv temploma[12] 1794-ben épült késő barokk stílusban. Egyhajós épület félköríves apszissal, a főhomlokzatból rizalitosan kiemelkedő harangtoronnyal. A torony földszintjén íves nyílású előcsarnok található. A barokk hagymakupolát rézlemezekkel burkolták.
- Szent Vendel tiszteletére szentelt római katolikus temploma a laskafalvi Jézus szíve plébánia filiája. Hétregiszteres, manuálos és pedálos orgonáját 1902 körül építette a falu szülötte, Angster József pécsi mester.

## Kultúra
- „Prosvjeta” szerb kulturális és művészeti egyesület
- „Romsko srce” nőegyesület

## Oktatás
Az iskolai évkönyvben olvasható, hogy 1899-ben az ortodox egyházi önkormányzat finanszírozta az első iskolaépület építését. Korábban a faluban magyar, szerb és német osztályokban külön tanultak a diákok. A II. világháború végén létrehozták az általános iskolát, melynek első igazgatója Roman Rozman volt. Az 1965-ös nagy árvíz után a régi iskolaépületet már nem használhatták. Az új iskolát 1966-ban Zágráb város építtette és Vuk Karadžićról nevezték el. Abban az időben az iskolának körülbelül 450 tanulója volt. Az új épületet 1966. október 23-án nyitották meg. Ezt a dátumot azóta is minden évben a kácsfalvi iskola napjaként ünneplik. a délszláv háború idején az iskolaépület megsérült. A háború utáni a norvég kormány segítségével építették újjá. Ma az intézménybe 183 tanuló jár, Bolmány és Ölyves településeken területi iskolái működnek. Az iskola 2004-ben a Horvát Köztársaság kormányának rendeletével elnyerte „Az erőszak nulla toleranciájának helye” táblát.

## Sport
- Az NK „Bratstvo” Jagodnjak labdarúgóklubot 1927-ben „SOKO” néven alapították. Még a második világháború előtt nevét Nevenre változtatták. 1947-ben kapta mai nevét. Az ifjúsági csapat több alkalommal nyerte meg a Baranya Ligát és a Baranya Kupát. A felnőtt csapat a legjobb eredményét a Baranya Liga megnyerésével érte el, ahonnan felkerültek a megyei 2. ligába. Kétszer bejutottak a Baranya Kupa döntőjébe.

## Egyesületek
- A „Zlatna žena” nőegyesületet 2008-ban alapították a bolmányi nők kezdeményezésére. Az egyesület foglalkozásokat, különféle tanfolyamokat, szakmai előadásokat, rendezvényeket, környezeti és közösségi ház takarítást szervez. Hagyományos rendezvényük a „Kulinijada”, ahol az egyesületnek saját standja van saját készítésű süteményeivel és kézműves termékeivel, amelyeket kiállítanak és eladnak.
- A „Život Jagodnjak” egyesületet 2014-ben heten alapították. Az egyesület azzal a céllal jött létre, hogy javítsa az életminőséget, védje az emberi és szabadságjogokat, segítséget és szociális szolgáltatásokat nyújtson az időseknek, a fogyatékkal élőknek és más marginalizált csoportoknak. Támogassa a nők és férfiak közötti egyenlőséget, a társadalom demokratizálódását, az emberi kapcsolatok és a pozitív társadalmi változásokra összpontosító közösség fejlesztését.
- A DVD Jagodnjak önkéntes tűzoltó egyesületet 1913-ban alapították. A társaság önkéntes alapon jött létre, hogy tűzoltási tevékenységeket végezzen és elősegítse a tűz- és tűzvédelem fejlesztését. Az egyesület összesen 55 tagot számlál, ebből 25 aktív tag, 10 támogató tag, valamint 20 gyermek és ifjúsági tag.

## Híres szülöttei
- Angster József orgonakészítő
- Boško Beuk zeneszerző, zenész
- Stevan Bojanin, az erdészet professzora
- Svetomir Bojanin neuropszichológus, a pszichiátria professzora

## Képek

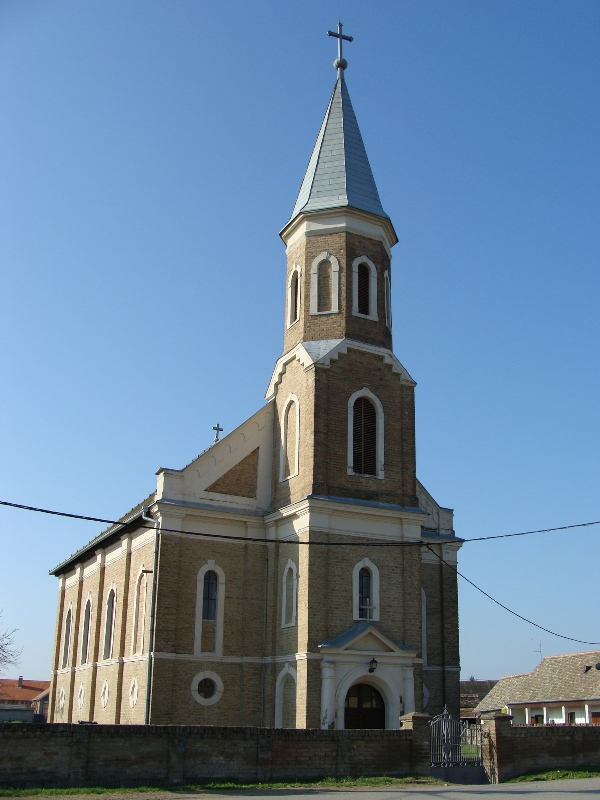
Római katolikus...
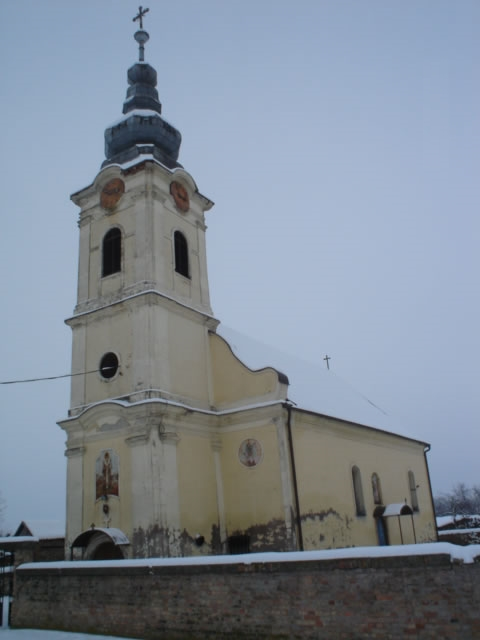
... és szerb ortodox templom
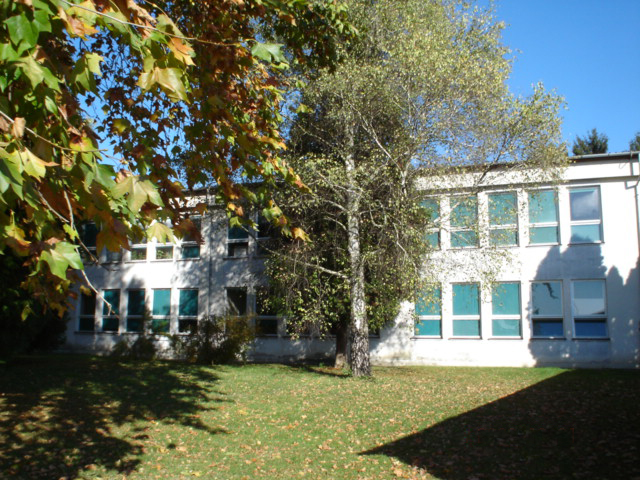
Az általános iskola
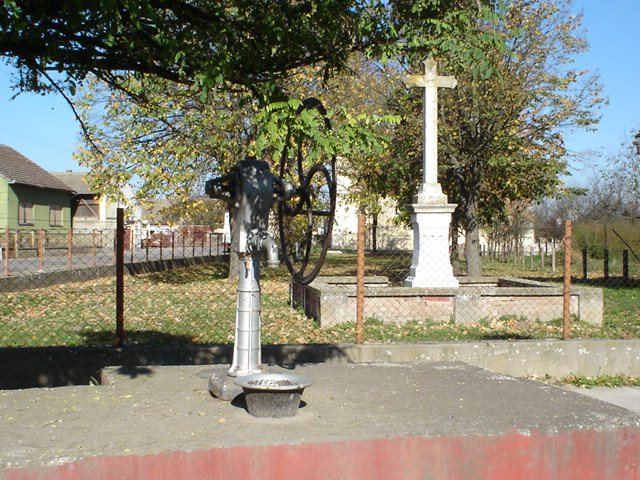
Kereszt és kút
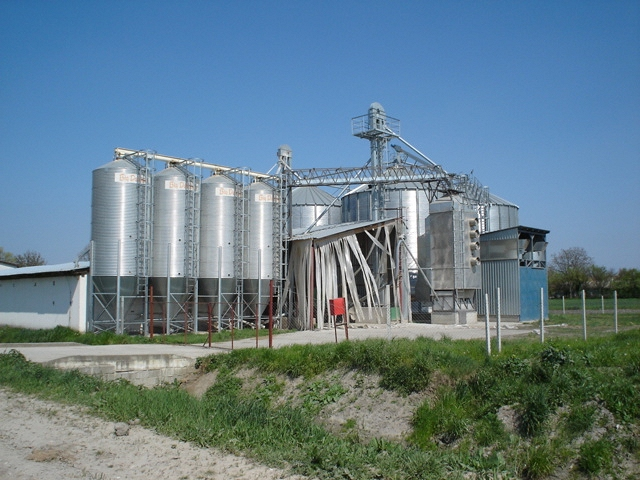
A takarmánykeverőtelep
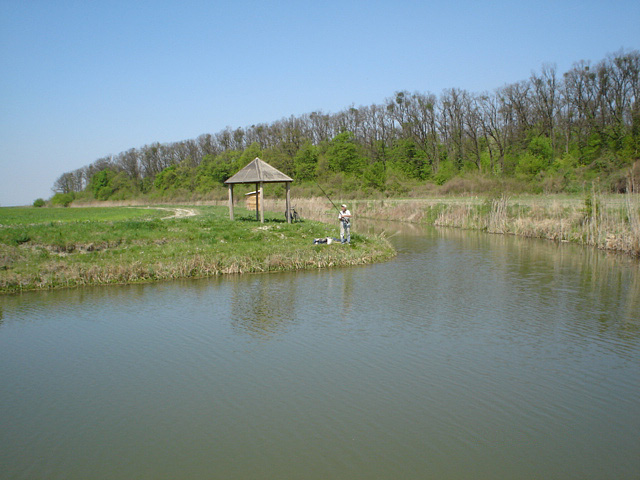
A Gmanja horgásztó